# The Last Story
The Last Story (ラストストーリー, Rasuto Sutōrī) est un jeu vidéo de rôle codéveloppé par Mistwalker et AQ Interactive, et édité par Nintendo pour la Wii. Il est sorti le 27 janvier 2011 au Japon, le 24 février 2012 en Europe et le 14 août 2012 en Amérique du Nord.
C’est le premier jeu depuis Final Fantasy V dont Hironobu Sakaguchi occupe le rôle de réalisateur. Lors de sa sortie, le jeu était disponible en édition limitée dans un pack comprenant un boitier métallique, un CD reprenant les musiques du jeu et un livret d'illustrations.

## Synopsis
L’aventure se déroule sur l’île de Lazulis, dirigée par le comte Arganan. Sa position géographique en fait un point stratégique au sein de l’empire, au point que toutes les richesses du royaume y sont conservées.
Mais une menace se profile sur Lazulis, au large des terres qui ceinturent l'île, les guraks, créatures primitives chassées de l'île il y a bien longtemps se regroupent en masse.

## Personnages
Le comte Arganan
Le dirigeant de l’Ile de Lazulis, bien plus préoccupé par l’avenir du royaume que l'insouciante lignée impériale. Il fera appel à Dagran et ses mercenaires visiblement pour mener l’enquête sur ce mystérieux danger.
Calista (nom d'origine : Kanan)
Mystérieuse fille aux cheveux argentés, elle fait partie des hauts rangs de la société puisqu'elle n'est autre que la nièce du Comte Arganan. Elle semble être très attachée à Zael.
Zael (nom d'origine : Elza)
Zael est le personnage principal de The Last Story. Orphelin depuis son plus jeune âge, il gagne désormais sa vie en tant que mercenaire et rêve de devenir chevalier. Il suit Dagran depuis des années, le considérant comme un grand frère.
Dagran (nom d'origine : Quark)
Compagnon de route de Zael depuis l'enfance, il a beaucoup voyagé avec ce dernier. Il est le leader du groupe de mercenaires dont Zael fait partie, statut qu'il doit à ses talents de combattant et qui le rend responsable du recrutement de mercenaires potentiels.
Syrenne (nom d'origine : Seiren)
Grande gueule et téméraire, Syrenne n'hésite ni à dire ce qu'elle pense, ni à foncer tête baissée au combat, ce qui en fait une femme forte et respectée par ses camarades. Elle sait également prendre du bon temps et n'hésite pas à lever le coude dès que l'occasion se présente.
Yurick (nom d'origine : Yuris)
Magicien de l'équipe spécialisé dans la magie de feu, Yurick est également le plus jeune membre du groupe de Dagran. Peu sociable et rarement bavard, il n'en reste pas moins d'une grande dextérité dans son domaine et voit en le métier de mercenaire un moyen de survie.
Mirania (nom d'origine : Manamia)
Mirania est une femme qui aime la forêt et dont le passé semble très mystérieux, cette dernière endosse le rôle de la magicienne blanche de l'équipe.
Lowell (nom d'origine : Jackal)
Homme séduisant qui sait prendre soin de ses camarades, Lowell a pour vocation les sorts de glace mais sait également se servir d'une épée en combat.
Asthar (nom d'origine : Trista)
Le Général Asthar, un chevalier qui occupait autrefois le plus haut rang de l’armée de Lazulis. Il parcourt actuellement le continent au large de l’île, à la recherche d’informations sur les raisons de son actuelle dévastation.  Sa relation avec le groupe de Zael et ses motivations restent toutefois ambiguës.
Therius (nom d'origine : Tasha)
Chevalier le plus talentueux après Asthar, il méprise les mercenaires au début. Néanmoins il se rendra compte du talent de Zaël et l'aidera à sauver Lazulis.

## Accueil
Le jeu se vend à plus de 110 000 exemplaires lors de sa première semaine de commercialisation au Japon, pour un total de 157 000 fin 2011[réf. nécessaire].

### Critiques
Au Japon, le jeu est noté 38/40 par le magazine Famitsu. À noter que c'est en Amérique du Nord que le jeu est sorti le plus tardivement (juin 2012), le jeu n'est pas édité par Nintendo mais par Xseed Games. De ce fait, la version collector est encore plus rare qu'en Europe.
En ce qui concerne les notes hors japon, l'accueil est assez mitigé, et varie de 9/10 chez GameSpot, à l'équivalent d'un 6/10 chez Gamekult. Les tests sont toutefois globalement encourageants, et le jeu connait un score global de 80 sur 100 pour 61 critiques cumulées chez Metacritic. Ces derniers mettent en avant un scénario très classique sans temps mort et un système de combat orienté stratégie et action très réussi. Les graphismes sont jugés beaux pour de la Wii malgré de nombreux ralentissements.
Par ailleurs, les joueurs sont d'une manière générale satisfaits du jeu, comme le prouvent les notes moyennes des tests de lecteurs, souvent plus élevées que celles des sites en question : 85 sur Metacritic, 7,4 sur Gamekult.